# Wilhelm Müller-Schönefeld
Ernst Wilhelm Müller-Schönefeld (* 20. Februar 1867 in Schönefeld; † 1. Februar 1944 in Malchin) war ein deutscher Maler, Lithograf und Kunstgewerbler.

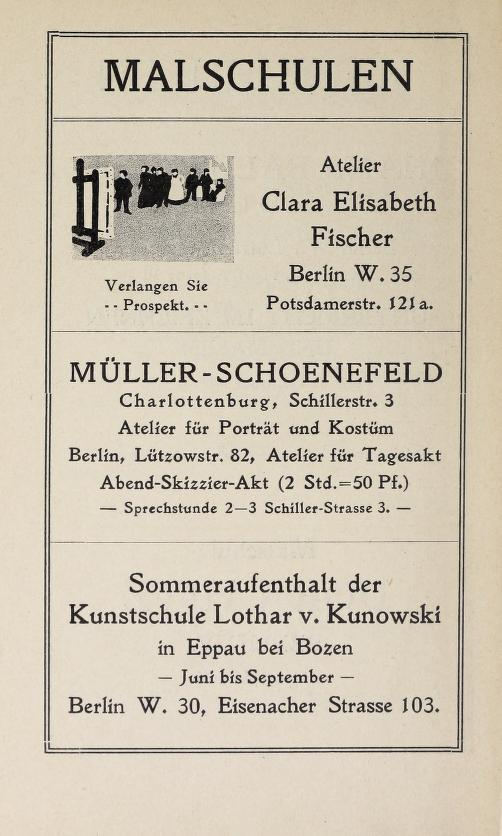
Anzeige im Katalog der Berliner Secession 1909

## Leben
Müller-Schönefeld war ein Sohn des Lithografen und Druckereibesitzers Karl Wilhelm Müller und dessen Frau Wilhelmine Ernestine, geb. Jung. Er wurde zunächst von seinem Vater in diesem Fach ausgebildet. Er studierte in Leipzig und an der Akademie in Berlin bei Hugo Vogel und Anton von Werner. 1893 erhielt er den Preis der Adolf-Ginsberg-Stiftung und 1895 wurde der Große Staatspreis der Preußischen Akademie der Künste (Rompreis) an ihn vergeben. Diese Preise ermöglichten ihm eine zweijährige Italienreise mit Aufenthalt in der Villa Strohl-Fern in Rom im Jahre 1897.
Nach Deutschland zurückgekehrt, ließ er sich in Berlin-Charlottenburg nieder, wo er als freischaffender Maler vor allem Historienbilder und Porträts fertigte. Auch als Buchillustrator und -künstler war er tätig und schuf etwa Schmuckleisten und Initialen. Darüber hinaus unterhielt er eine Malschule für „Porträt und Kostüm, Tagesakt und Abend-Skizzier-Akt“, wie aus Inseraten in den Katalogen der Großen Berliner Kunstausstellungen zu ersehen ist.
Wilhelm Müller-Schönefeld war seit 1908 verheiratet mit Johanna, geb. Sellschopp (1874–1950). Der Ehe entstammten die Söhne Wolfgang (1909–1981), ein Jurist und Landgerichtsrat sowie Claus-Joachim (1910–1991), der ebenfalls Maler wurde.

## Werke/Ausstellungen (Auswahl)

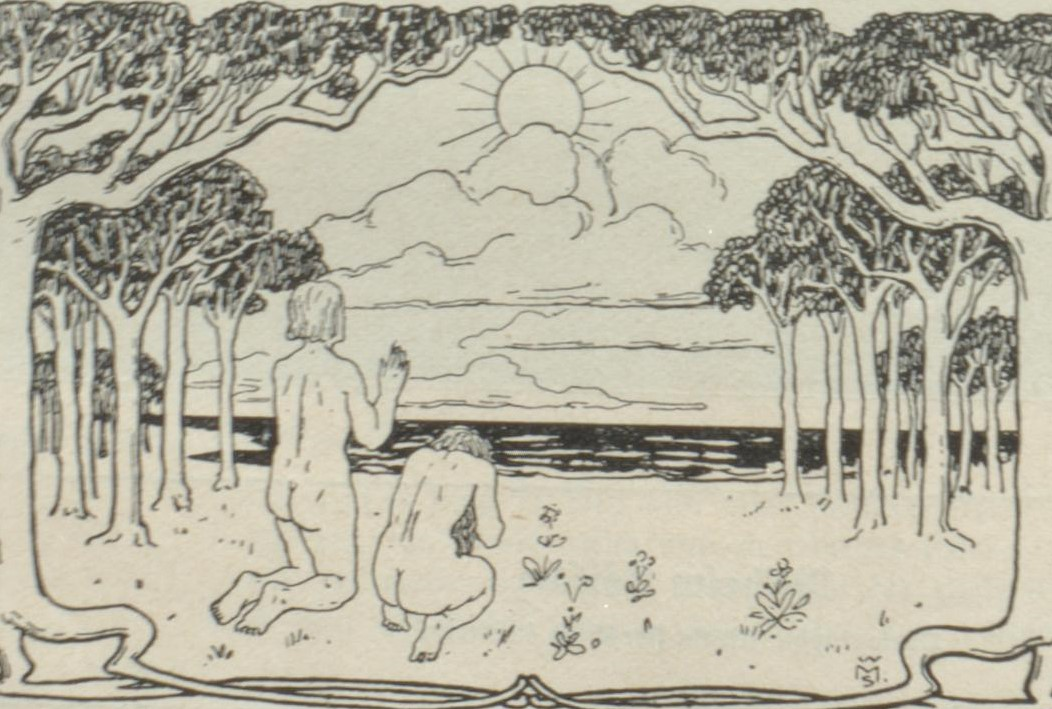
Illustration zu Wilhelm Bölsche: Das Liebesleben in der Natur (1898)

Wilhelm Müller-Schönefeld war mit seinen Werken regelmäßig auf den bekannten deutschen Ausstellungen vertreten, wie etwa denen der Akademie der Künste zu Berlin, den Großen Berliner Kunstausstellungen und im Münchener Glaspalast.

### Berliner Ausstellungen
- 1891: Porträt des Herrn Dr. Bitthorn, Prediger an der Andreas-Kirche zu Berlin (Int. Kunstausst.)
- 1892: Studienkopf Das reine Kind; Studienkopf (63. Ausst. der Akademie)
- 1894: Paradies; Adam und Eva (Abb. im Katalog)[6]
- 1895: Frühling; „Sie schieden aus dem Land der Leiden“; Studienkopf
- 1896: Das Märchen; Quellennymphe (Int. Kunstausst.)
- 1901: Kinderbildnis
- 1904: Guitarre-Spieler; liegender Akt
- 1906: Se. Hoheit der regierende Herzog von Sachsen-Altenburg; Bildnis der Frau B.
- 1907: Auf dem Balkon (Tempera) (Abb. im Katalog); Meine Mutter am Kaffeetisch (Tempera); Bildnis einer alten Dame
- 1909: Mutter und Kind; Grüne Lampe; Am Abend
- 1911: Holländisches Interieur
- 1914: Kaffeestunde (Pastell); In der Laube (Tempera); Andachtsstunde (Tempera); In der Ferienzeit; Die beiden Alten
- 1916: Im Sommer (Abb. im Katalog);[7] Mann mit der Banane; Karl Heinrich Marx (1818–1883)
- 1924: Mönch; Studienkopf
- 1925: Bildnis Wolfgang M.; Studienkopf Ingeborg; Junges Mädchen (Abb. im Katalog)[8]

### Glaspalast München

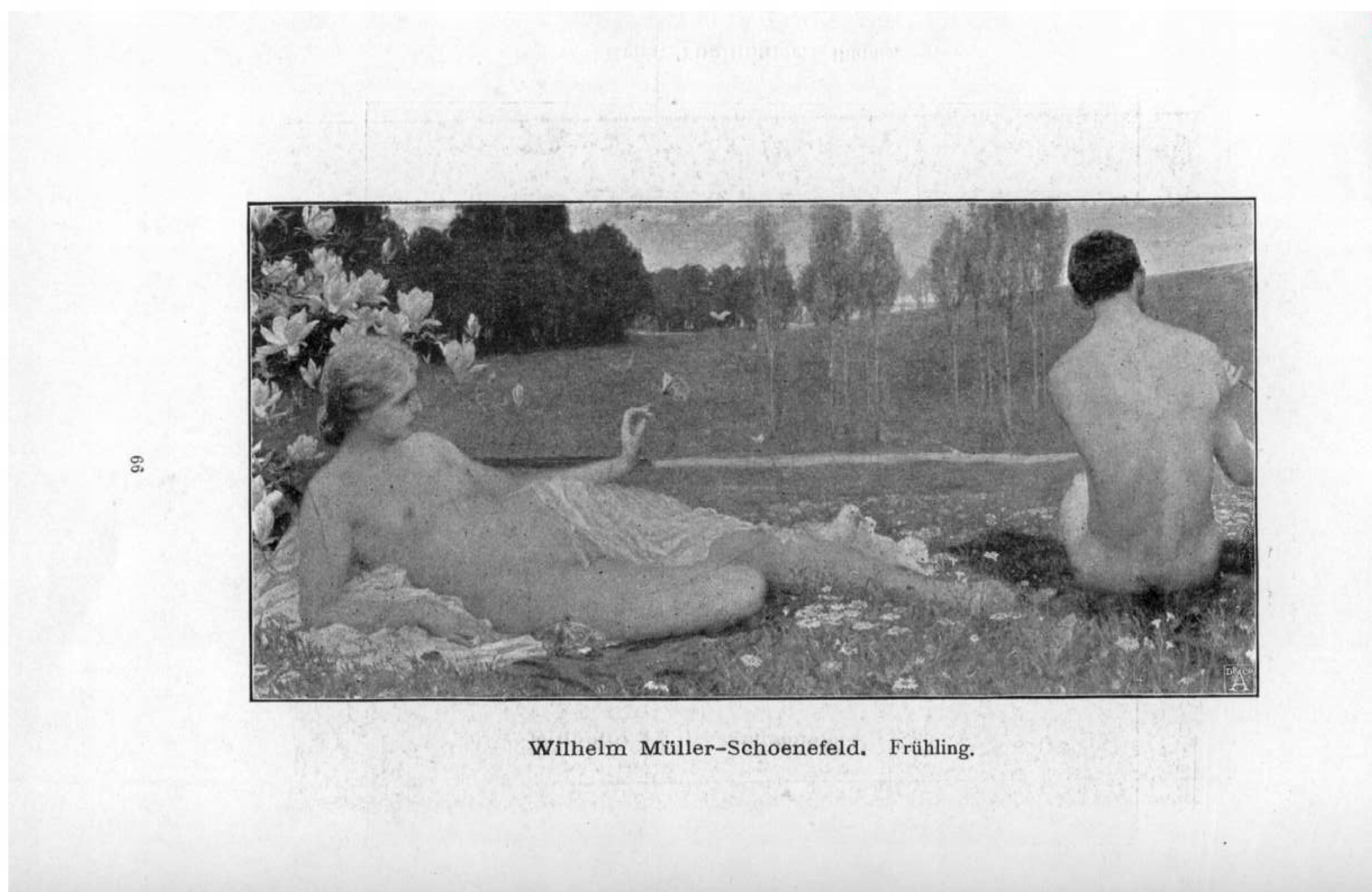
Wilhelm Müller-Schönefeld:
Frühling, Glaspalast München, 1896

- 1896: „Sie schieden aus dem Land der Leiden“; Träumerei; Schwermüthige Melodie; Frühling (Abb. im Katalog);
Wald-Idyll; Die Frau vom Meere; Laura; Ein Märchen[9]
- 1898: Das Märchen
- 1901: Bildnis der Frau St.
- 1902: Unter den Rosen
- 1903: Liegender Mann
- 1904: Sehnsucht; Bildnis der Frau Dr. R.; Studienkopf
- 1905: Bildnis des Fräulein M.
- 1906: Bildnis einer alten Dame
- 1907: Kind mit Puppe
- 1908: Vom Eise befreit sind Strom und Bäche
- 1911: Im Sommer
- 1913: Sommerlust